# Stratowulkan

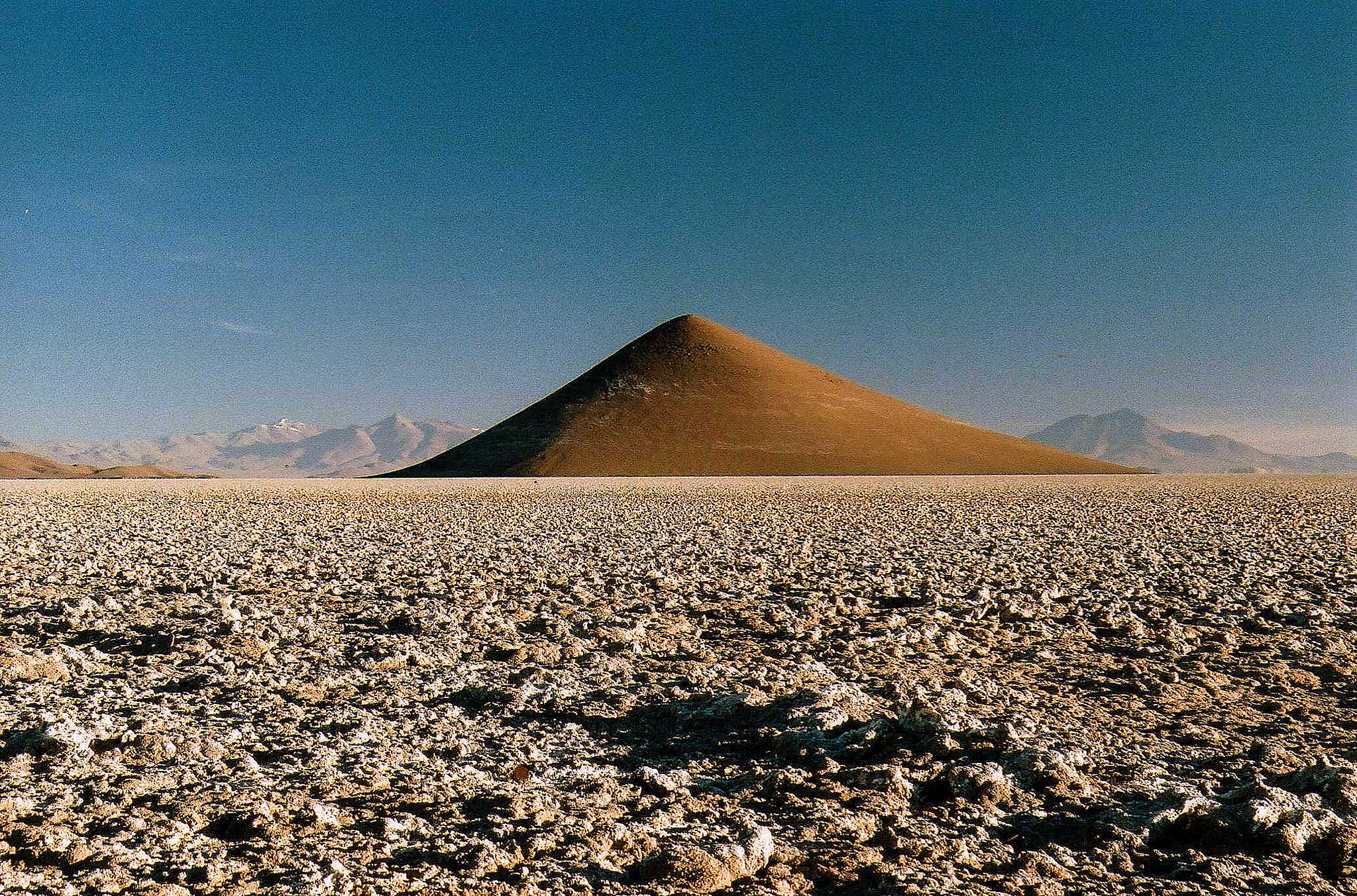
Stratowulkan Cono de Arita w Salcie (Argentyna).

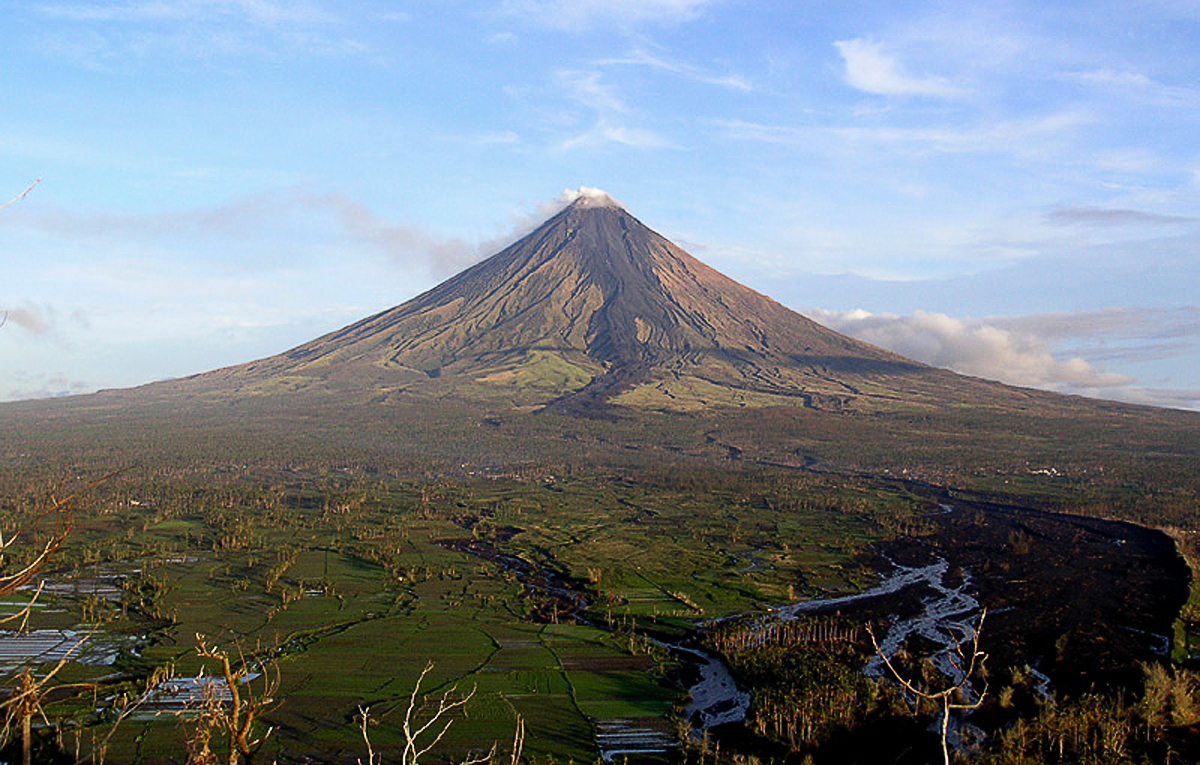
Stratowulkan Mayon na Filipinach.

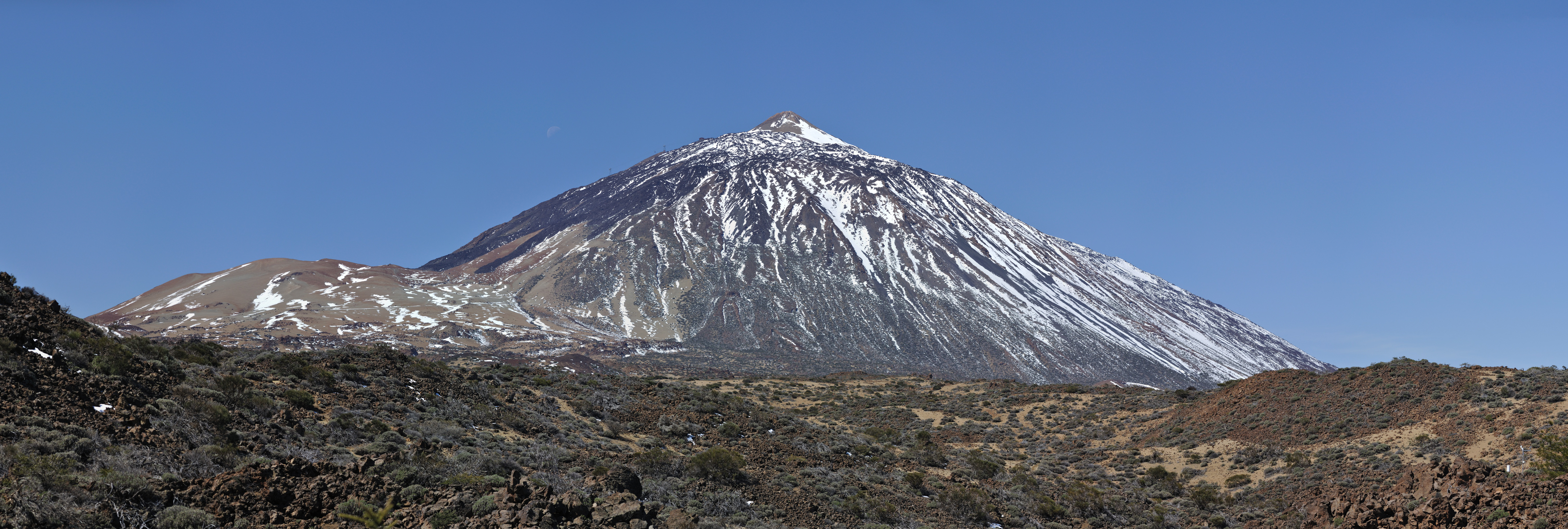
Stratowulkan Teide na Wyspach Kanaryjskich w Hiszpanii

Stratowulkan (łac. stratum „coś rozpostartego”, „warstwa” + Vulcanus, mit. bóg ognia) – miejsce wybuchu i naprzemiennego wydobywania się magmy oraz materiału piroklastycznego z wnętrza wulkanu.
Także góra w kształcie stożka powstała w miejscu wybuchu wulkanu z produktów jego erupcji. Jego stożek budują skały piroklastyczne czyli powstałe ze stałych produktów wydostających się z wnętrza wulkanu (głazy, kamienie, bomby wulkaniczne, lapilli, pumeks, scoria, popioły wulkaniczne, pyły). Klasycznymi przykładami stratowulkanów są Fudżi (3776 m n.p.m.) i Wezuwiusz (1281 m n.p.m.).
Magma stratowulkanów charakteryzuje się stosunkowo dużą lepkością i dużą zawartością krzemionki (SiO2). Nie rozlewa się szeroko, lecz zestala stosunkowo szybko, dlatego po wybuchach powstaje góra z licznymi warstwami (strata), stąd nazwa tego typu wulkanu.
Stratowulkany charakteryzują się dużym kątem nachylenia zboczy.
Stratowulkan to często spotykany typ wulkanu. Typ ten można skontrastować z wulkanem tarczowym. Wiele z najbardziej spektakularnych gór na świecie to stratowulkany.

## Przykłady stratowulkanów
- Etna (Włochy)
- Wezuwiusz (Włochy)
- Stromboli (Włochy)
- Pico del Teide (Wyspy Kanaryjskie)
- Fudżi (Japonia)
- Adatara (Japonia)
- Pinatubo (Filipiny)
- Mount St. Helens (Waszyngton, USA)
- Soufrière Hills (Montserrat)
- Cotopaxi (Ekwador)
- Aragac (Armenia)
- Erebus (Antarktyda)
- Tambora (Sumbawa – Indonezja)
- Pico (Azory)
- Hekla (Islandia)
- Afdera (Etiopia)

Pozostałości wygasłych stratowulkanów znajdują się w Czechach, np. Vinařická hora koło Kladna oraz w Doupovskich horach.